# Кенотаф
Кенота́ф (дав.-гр. κενοτάφιον, від κενός — порожній і τάφος — гробниця) — символічна могила, у якій нема небіжчика. 

## Опис
Споруджується як спомин про людину, що загинула (пропала безвісти, потонула і т.д.) у важкодоступному місці, а тіло втрачене або його пошук може призвести до нових жертв і не може бути поховане на батьківщині. Також кенотаф встановлюється, якщо тіло піддане кремації, а порох розвіяний.
В Україні відомі кенотафи скіфського часу, періоду пізньоримського часу в черняхівській культурі та періоду Київської Русі. Звичай споруджувати кенотафи зберігся донині на заході України — символічні стрілецькі чи упівські могили. Невеликі хрести на місцях загибелі людей внаслідок дорожньо-транспортних пригод.

## Галерея

Кенотаф, Вайтхолл, Лондон
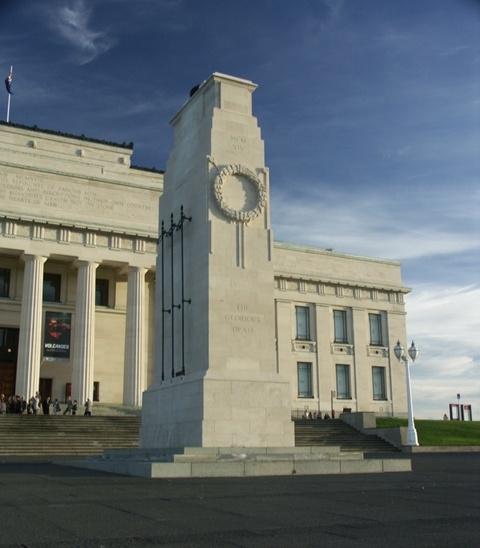
Кенотаф, Окленд, Нова Зеландія
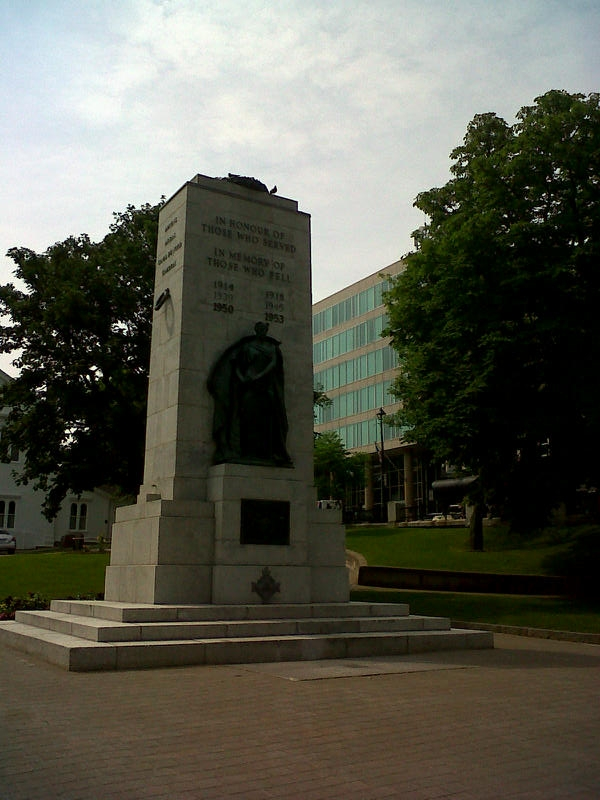
Кенотаф, Нова Шотландія, Канада
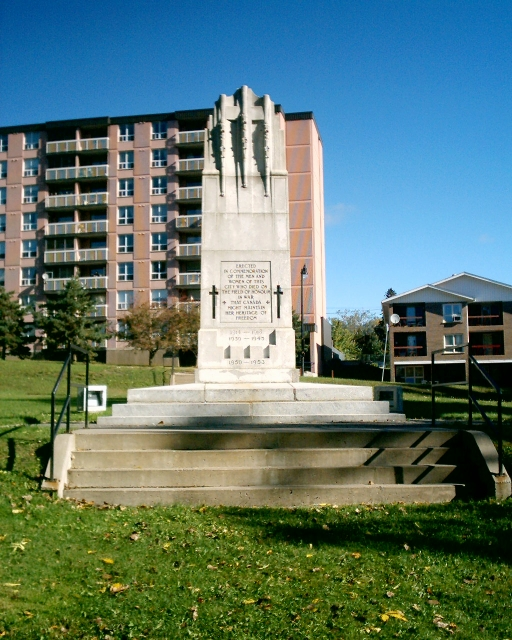
Кенотаф Порт-Артур, Тандер-Бей, Онтаріо
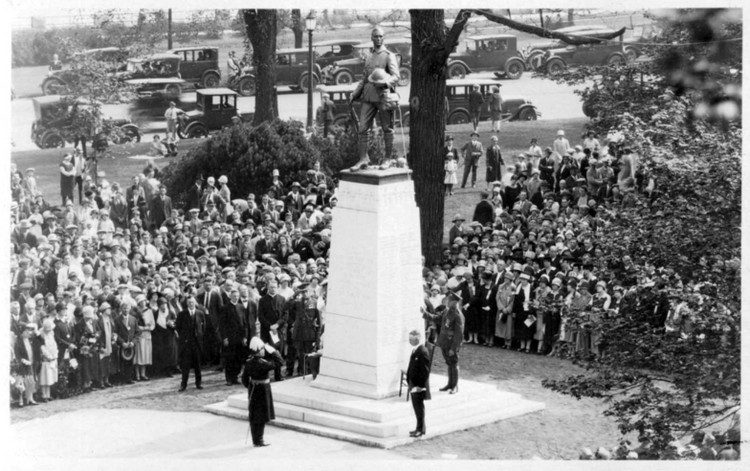
Великий військовий меморіал, Ніагара-Фоллс, Онтаріо
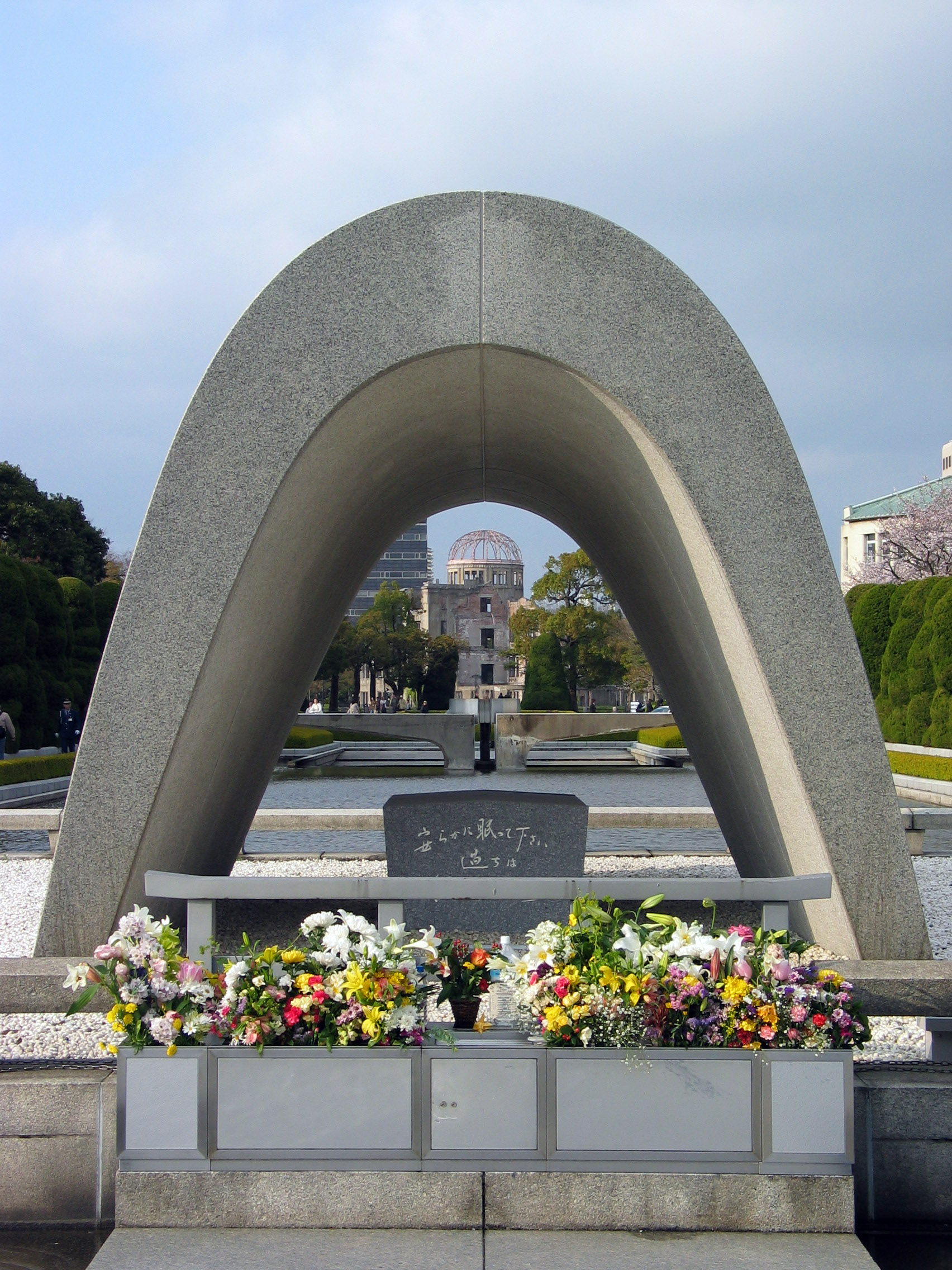
Кенотафій у Хіросімському меморіальному «Парку Миру»
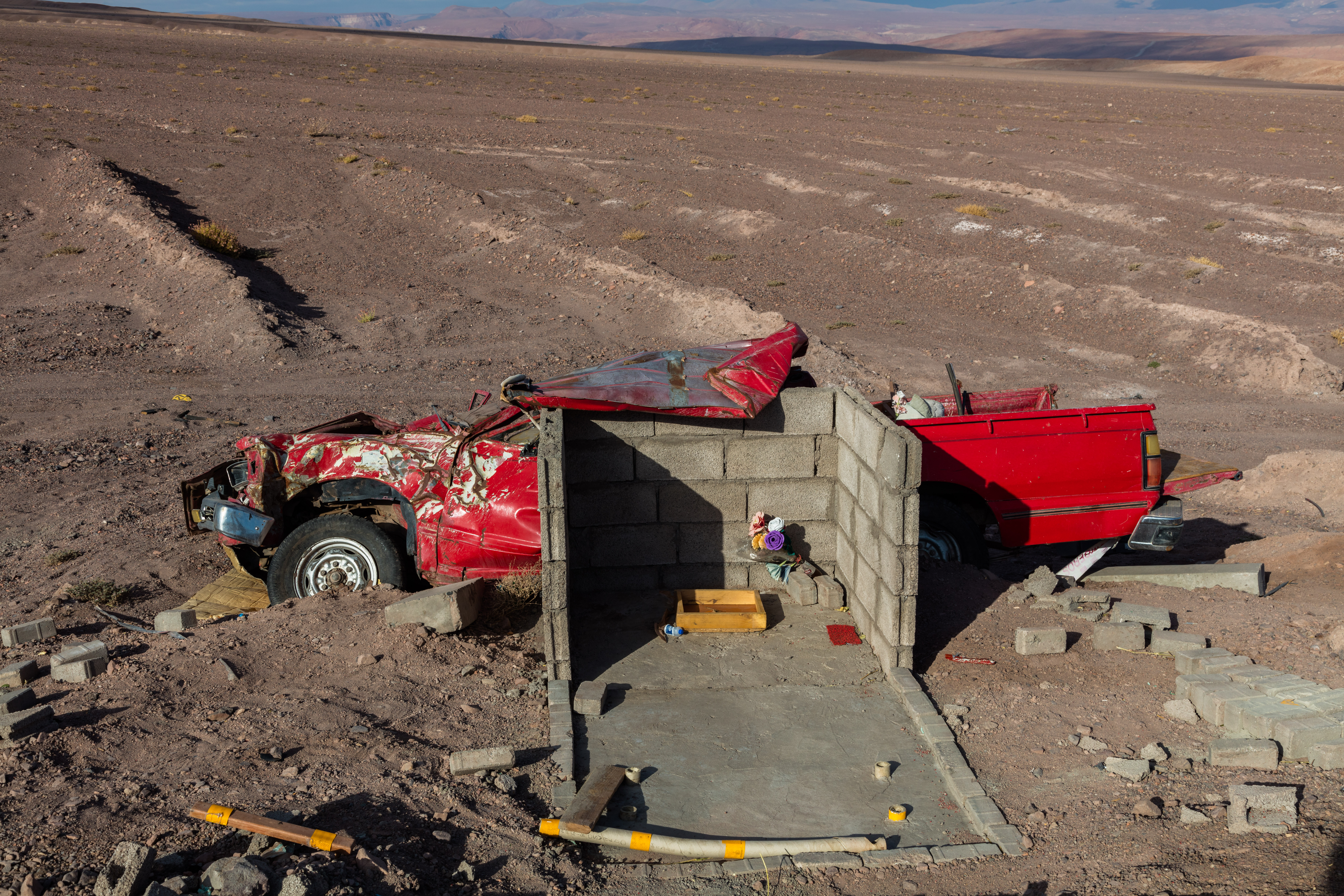
Розбитий автомобіль і придорожній кенотаф в околицях Сан-Педро-де-Атакама, Чилі
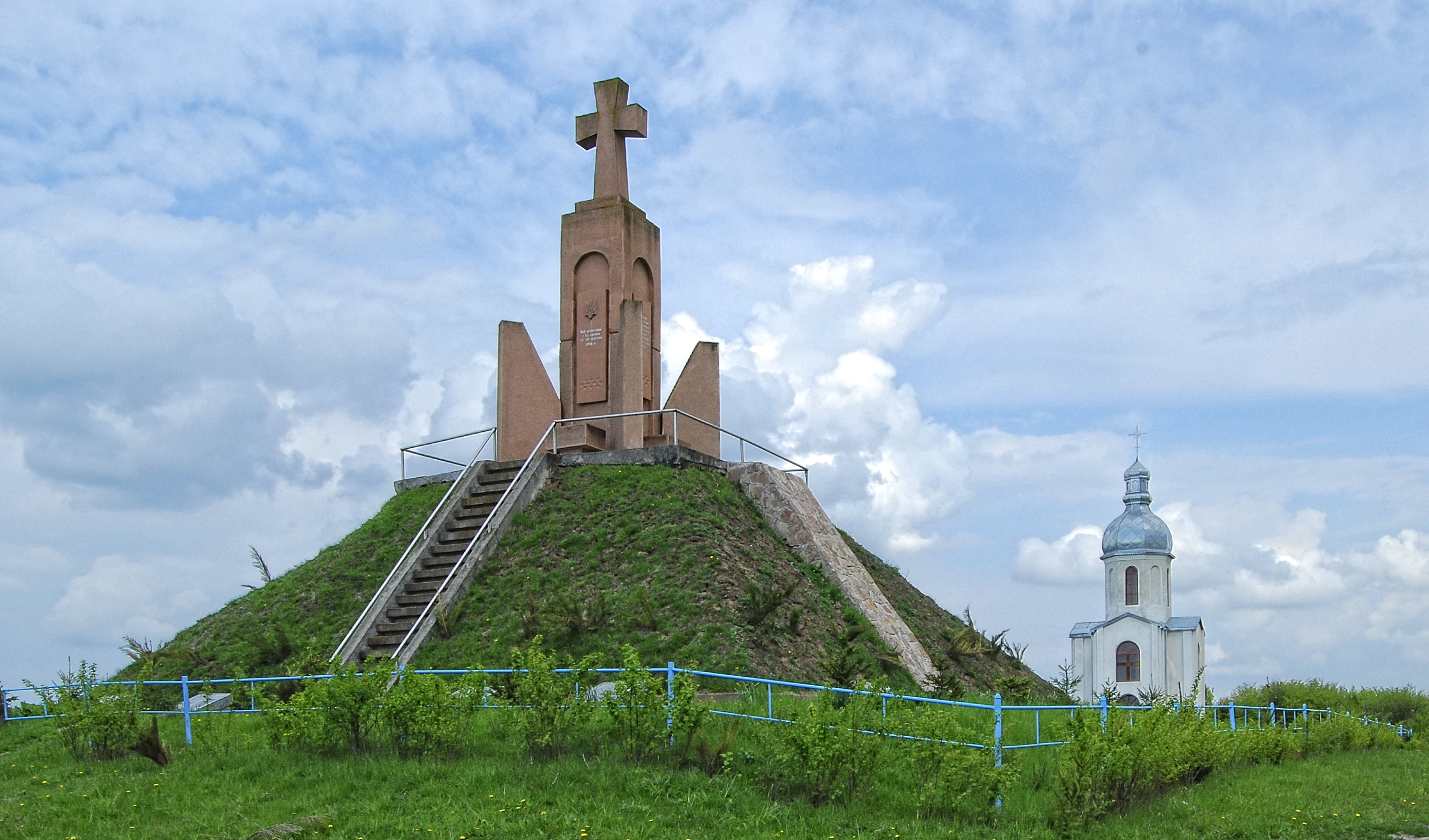
Символічна могила УСС на горі Лисоня